# Bella Sims
Bella Sims (Las Vegas, 25 de maio de 2005) é uma nadadora estadunidense, medalhista olímpica.

## Carreira
Sims conquistou a medalha de prata nos Jogos Olímpicos de Verão de 2020 em Tóquio na prova de revezamento 4×200 m livre feminino, ao lado de Allison Schmitt, Paige Madden, Katie McLaughlin, Katie Ledecky e Brooke Forde, com a marca de 7:40.73.